# Lycianthes floccosa
Lycianthes floccosa är en potatisväxtart som beskrevs av Friedrich August Georg Bitter. Lycianthes floccosa ingår i Himmelsögonsläktet som ingår i familjen potatisväxter. Inga underarter finns listade i Catalogue of Life.